# Canthidium gerstaeckeri
Canthidium gerstaeckeri là một loài bọ cánh cứng trong họ Bọ hung (Scarabaeidae).